# Aigul Gareyeva
Aigul Gareeva (Rusia, 22 de agosto de 2001) es una ciclista rusa.
En 2019 se proclamó campeona del mundo en la prueba contrarreloj para júniors en Yorkshire.

## Palmarés
2019
- Campeonato Mundial Contrarreloj Júnior